# 京都五番町事件
京都五番町事件（きょうとごばんちょうじけん）とは1955年（昭和30年）4月10日に京都市上京区五番町（仁和寺街道七本松西入る）で発生した傷害致死事件である。 
当時この事件は日本の歓楽街で起こった小さな事件として新聞（朝日新聞）にも目立つことのない小見出しで掲載されたが、別人を逮捕してあとから真犯人が名乗り出たことや、当初逮捕された人物に有利な証言をおこなった証人を偽証罪で逮捕したことから、後に国会でその捜査手法が問われる事態に発展した。

## 事件の経緯

### 発生から被疑者の逮捕、起訴まで
1955年4月10日夜、兄弟であるA（兄）とB（弟、当時20歳）は、五番町の遊廓街を遊び歩いていたところ、10時半頃に路上で高校生らしき4人の男に遭遇し、喧嘩となった。AとBは逃げ出したが、高校生らはAとBの後を追いかけ、Bに追いつくとさらなる暴行を加えた。Bがぐったりしたことを見据え、高校生たちは暴行を止めその場を去った。Aは逃げるのに必死だったため弟の行方をこの時点では知らなかった。
この夜11時頃、京都市西陣警察署に「五番町で人が刺されて倒れている」との一報が入り、警察官が現場へ駆けつけた。このときBはすでに病院へと搬送されていたがその2日後に死亡。死因は臀部や背中をナイフで刺された事による大動脈損傷の失血死であった。
喧嘩が起こった当時、逃げるAとBに対して高校生が「殺せ！」などと怒声を上げながら追いかけていたところを店の前で女性に目撃されていたことなどから、翌日朝高校生4人は逮捕される。
4人は下駄やスリッパ、ハーモニカを用いて殴る蹴るの暴行をしたことを認めたが、ナイフで刺した事に関しては4人全員がこれを否定した。のみならず、自分たちも酒に酔っていたため仲間のうち誰が刺したのかも覚えていないと証言した。
逮捕から9日目、高校生の一人がナイフで刺した罪を認め、凶器は現場近くのマンホールの中へ投げ捨てたと証言。これをもとに4時間の捜索を行ったが、ナイフはどこからも見つからなかった。それから数日後、今度は別の高校生が自供し、凶器は林の中に捨てたと供述した。しかしこれもまた凶器はどこからも見つからなかった。この2件の自供を皮切りにこれまで容疑を否認してきた4人が次々と容疑を認めナイフを捨てた場所を証言。ただしナイフは見つからず、最終的に高校生らが証言した凶器の在処は実に30箇所を超えていた。
警察はナイフが見つからないまま4人を送検。京都地方検察庁は6月3日に暴力行為等処罰に関する法律違反傷害致死罪で起訴した。これを機に捜査本部は解散した。

### 真犯人の出頭
1956年4月、4人の裁判は大詰めを迎えていたが、いずれも容疑を否認していた。さらに事件当時白いトックリシャツの上にダブルの背広を着た男が自分たちとBの仲裁に入ろうとしたが、Bに顔を殴られたため、ナイフを出したのを見たと証言していた。しかし4人とも犯人の顔を見ておらず主張は言い訳に過ぎないとされていた。
1956年4月4日、京都地検に五番町事件について話があると若い男が弁護士に付き添われて訪ねてきた。聴取が始まるや、担当刑事は1か月前に行われた公判内容を報じた新聞記事を男に見せつけた。内容は「真犯人は第5の男？」や「私は見たトックリシャツ姿」といった見出しだった。
これに先立つ公判では、事件当日現場近くのトイレで血のついたナイフを洗っている白いトックリシャツの男を偶然目撃したと語る女性が証言をおこなった。さらに女性が見たという男の服装や人相は逮捕中の4人の高校生の証言と一致しており4人の証言を裏付けるものだとされていた。女性は妹と花見の帰りに手を洗おうと公衆トイレに寄ったところ白いシャツに背広の男が手ぬぐいと血のついたナイフを洗っている所を約4 - 5メートルの距離から目撃していた。
しかし街灯もない暗がりの場所で、その距離から血がついたナイフを洗っていると正確に視認できる証拠もなく、血の匂いを嗅ぎとって判断したなどの証言から警察は証言の裏付け捜査をおこなった。その結果、現場検証の結果問題の公衆トイレが証言とは全く異なる場所にあったことや、逮捕中の4人の友人から証言台へ立つように頭を下げられていたことなどが発覚し、京都地検は女性を召喚した。女性は虚偽の証言をしたことを認め偽証罪で逮捕された。
こうした出来事があったため、検察庁を訪れた若い男も被告の依頼を受けてなにか企んでいるのではないかと担当の刑事は考えていた。しかし若い男は突然刑事の前にナイフと手ぬぐいを差し出し自分がBを刺したと自供。証言台に立った女性の発言についても事実だと語った。事件から1年も経過した頃に出頭した理由として、2月17日付の京都新聞に掲載された公判の記事を見て悩んでいたところ、3月20日に公開されて間もない映画『真昼の暗黒』（八海事件の冤罪性を指摘して大ヒットしていた）を見てから姉の夫に犯行を打ち明け、そこから母親に話が伝わって自首を勧められ、姉が事務員を務める弁護士事務所の弁護士に付き添われて出頭したものであった。
この内容は4月9日に全国紙で広く報道された。検察も誤認逮捕を認めて起訴を取り消し、傷害致死罪に問われていた4人の無実が正式に認定された。

## 事件の真相
事件当日、高校生と遭遇する前にBと喧嘩となった若い男が真犯人であった。Bと男は路上で喧嘩となったが仲裁する者があり、両者はいったん正反対の方向に別れた。だが、歩いていると高校生に追いかけられ逃げていたBと再度遭遇する。男はBが再び自分に手を出すために来たと勘違いし、Bをナイフで刺した後その場を去った。Bが刺されていると知らない高校生はその後も暴行を加える形となった。逃走した男は数キロ離れた公衆トイレでナイフを洗い(この時女性に目撃される)翌日自宅の庭にナイフと返り血のついたシャツを埋めて証拠を隠滅した。
その後の裁判で高校生4人らの暴行がなくとも死は避けられなかったとして4人は傷害致死の罪を逃れた。犯人の男については、出頭して自供した等の行動が認められ、懲役3年執行猶予3年の判決を受けた。

## 国会での議論
高校生4人の傷害致死について無実が認定された後取材を受ける彼らから警察による拷問と自供の強要があったと語られた。
逮捕された当初から4人は犯人（白いシャツの男）の存在を主張していたが警察は捜査段階で男の存在を掴んでいなかったため全く聞き入れなかった。4人が容疑を否認し続ければ顔を机に擦りつけたり手錠をはめさせたまま一日中立たせたり、ある時は何日もまともな食を与えず衰弱した所を見計らいご飯を差し出しそれを食べると 容疑を認めなければ無銭飲食だ 等と脅しを入れてきたという。
こうした拷問とも呼べる捜査に耐えきれず、虚偽のナイフの隠し場所を証言した。
偽証罪で逮捕された女性は血のついたナイフを洗っている男を目撃したあと、友人に遭遇。見た内容をそのまま友人に話したが、友人は目撃したトイレを別のトイレと勘違いしていた。数ヶ月後その友人は勘違いしたままその時あったことを知人の男性に話したところ、その男性は逮捕された4人の友人であった。後日2人は法廷にて白いシャツの男について証言したが、正式な証言とは認められなかった。
そこで女性は2人から代わりに証言台に立つよう頼まれた。女性は友人がトイレの場所を勘違いしていることを知らなかった。その結果2人の発言と女性の発言は矛盾。警察は勝手に嘘をついていると決めつけ後日深夜まで偽証について拘束し追求し続けた。偽証については否定し続けたが長時間に及ぶ捜査に耐えられなくなり、「嘘と認めればすぐに帰らせる。偽証罪で逮捕されたとしても即日釈放になる」などと脅され仕方なく嘘をついたと、のちに述べた。
これらの取材内容から、拷問や証人の偽証罪での逮捕は人権を無視した捜査だとして問題になり、参議院本会議や法務委員会において、法務委員長だった日本社会党の亀田得治が拷問による取り調べの有無を問いただし政府に責任を追及した。本会議では、拷問について陳謝を求めた亀田に対し、当時の内閣総理大臣である鳩山一郎が「調査の結果によって考慮をいたしたい」と答弁した。
その後捜査を行ったものの警察は拷問による強要を否定。検察も女性の逮捕に関して偽証の余地があったとして逮捕の正統性を主張したまま、捜査は終了した。
参議院法務委員会では亀田が5月7日から3日間、現地調査を実施し、5月17日の会で報告をおこなった。その中で亀田は、拷問に関して具体的な内容を挙げる少年側に対して抽象的な反駁に終始する警察との比較から、少年の言い分をそのまま信ずるわけではないとしたものの、「自白強要の疑念を深めたことはいなむことができません」と述べた。法務委員会は5月31日に「近時、京都地方検察庁における犯人誤認事件のごとく、しばしば犯罪捜査の核心を誤り、いたずらに無実の人を逮捕拘禁し、あるいは自白を強い、暴行拷問に及ぶ事例あるに鑑み、政府は、すみやかに、人権尊重の精神を捜査官に徹底せしめ、警察及び検察の独善的態度を一掃し、見込捜査及び目白偏重の旧弊を改める等、捜査の欠陥を、その制度、運用に亘って深く検討是正し、もって基本的人権の保障に遺憾なきを期せられたい。」という決議を採択した。

## 参考サイト
- 京都・五番町事件 〜刺したのは誰だ？〜フジテレビ

## 関連文献
- 尾形修一「ノート・京都五番町事件」『立教日本史論集』第2号、立教大学日本史研究会、1983年、35-43頁、ISSN 02851342、NCID AN00334739。